# Stadion Slavie na Letné
Stadion Letná byl sportovní stadion na Praze 7 (na Letné), který stál v letech 1901 až 1950. Vystavěn byl v roce 1901 pro fotbalový klub SK Slavia Praha, kapacita stadionu byla 30 000 diváků, a to primárně na stání.

## Historie
Z Císařské louky se slávisté přesunuli v roce 1897 na Letnou, kde si v místech ministerstva vnitra vybudovali hřiště s povrchem z udusaného písku a s dřevěnou boudou na uložení brankových tyčí a dalšího vybavení.

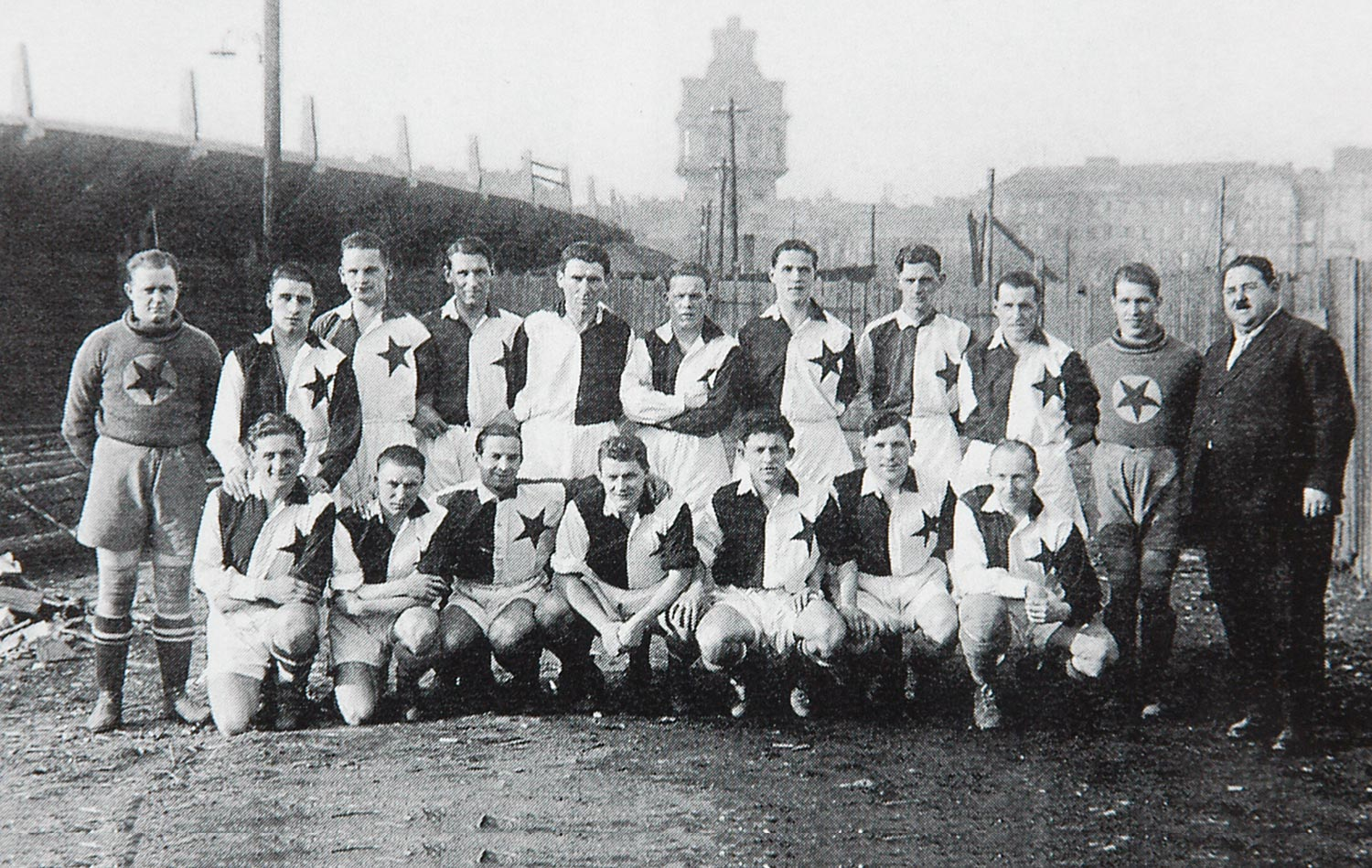
Mistrovský tým Slavie z roku 1930 na svém domácím stadionu na Letné (na levé straně klopená dráha vedlejšího velodromu)

Stoupající prestiž Slavie a pořádání mezinárodních utkání však brzy nastolil otázku vylepšení fotbalového prostředí. Vyjednávalo se roku 1900 a těsně před Vánoci získala Slavia k pronájmu pozemek pro nové hřiště mezi velodromem a stadionem klubu českých Němců DFC Prag.
Stavba stadionu trvala zhruba půl roku, jako bylo vybudováno travnaté hřiště o rozměrech 69 metrů krát 102 metry, kolem něj vznikla ve tvaru zaobleného obdélníku 4 metry široká a 350 metrů dlouhá atletická škvárová dráha a kolem ní náspy pro stojící diváky. Dále byla postavena jednopatrová dřevěná klubovna s šatnami. V patře se nacházelo jedenáct lóží s výhledem na hřiště, zvláštní pokoj pro hosty a skladiště.
Stadion byl otevřen 8. září 1901 u příležitosti lehkoatletických závodů, první fotbalové utkání na trávě se odehrálo o týden později 15. září, kdy Slavia hrála s Alemanií Pforzheim (15:2).
V průběhu roku 1904 se ke stávající tribuně přistavěla rozměry stejně velká druhá tribuna, kde byla restaurace „Bránického pivovaru“, kanceláře, šatny se sprchami ve zděném přízemí a v patře celkem 18 lodžií (verand). V roce 1921 byl stadion rozšířen o patrovou dřevěnou tribunu, která navazovala na stávající tribuny směrem k letenské pláni. V průběhu jara 1932 byl ke stávajícím tribunám v severozápadním rohu přistavěn ochoz pro 4 000 diváků, který se 2. prosince 1934 při ligovém utkání s Židenicemi zřítil. Vážná zranění utrpělo třicet diváků, čtyřicet jich bylo zraněno lehce.
Hřiště s uvedenými tribunami se používalo do 6. května 1945, kdy při Pražském povstání byl stadion vypálen německými vojsky. Škoda se vyšplhala na 2 828 000 korun. Po dobu tří let poskytla slávistům azyl Sparta a ve čtvrtek 7. dubna 1948 se na nově vybudovaném stadionu Slavie hrál opět fotbal s SK Čelákovice (11:1). Diváci mohli obdivovat novou moderní dřevěnou tribunu za 3 500 000 korun.
V posledním kole Celostátního mistrovství s OD Praha dne 3. prosince 1950 nikdo z hráčů ani diváků netušil, že se hraje na stadionu Slavie na Letné naposledy. Byla naplánována přestavba letenské pláně, na které začal vznikat Stalinův pomník, a stadion tomu překážel. Následovalo nucené vystěhování všech prostor, byla rozmontována teprve dva roky stará dřevěná tribuna a okolní přístavby. Vyčíslená škoda představovala 16 500 000 korun. Jako náhradu klub obdržel 600 000 korun a příslib nového stadionu ve Vršovicích do konce roku 1951. Jeho realizace se však protáhla až do roku 1953.

### Nový stadion v Edenu
Po několika letech, kdy Slavia hostovala v Ďolíčku, na Strahově a na sparťanské Letné, byl postaven nový stadion v Edenu v Praze 10 – Vršovicích. Kapacita stadionu byla přibližně 38 000 diváků (většina na stání) a stadion nabízel také atletickou dráhu. Rozmontovaná dřevěná západní (hlavní) tribuna byla převezena ze starého stadionu na Letné a sloužila dalších téměř padesát let. První utkání na novém stadionu v Edenu bylo odehráno 27. září 1953. Historický okamžik, kdy započala vršovická éra, ale tehdy příznivci klubu změnu nesli s velkou a pochopitelnou nelibostí.

### Spojení s nábřežím Vltavy
S nábřežím Vltavy spojovala stadion do roku 1922 taktéž lanová dráha od mostu císaře Františka Josefa I. na straně nábřeží Edvarda Beneše. V roce 1926 ji nahradily kryté pohyblivé schody, jenž byly v provozu až do roku 1935.

## Film
Stadion se stal jedním z dějišť filmu Muži v offsidu z roku 1931, kdy během ligového utkání Slavie proti Viktorii Žižkov došlo k osudovému setkání Emana Habáska s panem Načeradcem. Scény na pohyblivých schodech byly natočeny právě na schodech na Letnou.

## Současnost
V současné době není po stadionu Slavie na Letné ani památky, na jeho místě se nachází jihovýchodní část letenských sadů. Poblíž se nachází gymnázium Nad Štolou a soukromá klinika.
Po lanové dráze na Letnou a pozdějších pohyblivých schodech od mostu císaře Františka Josefa I. je v horní části zřízeno vyhlídkové místo s pamětní deskou lanové dráhy a níže od ní jsou patrné svahové úpravy. Zbytky nástupního místa v dolní části zanikly v letech 1949–1951 při výstavbě Letenského tunelu.